# Kontraktila proteiner
Kontraktila proteiner är protein som åstadkommer en muskelkontraktion, ofta i samverkan med varandra.
Myosin och aktin är de två viktigaste proteinerna för kontraktionen och de bidrar också till celldelningen i kroppen.